# Liste der Monuments historiques in Chalifert
Die Liste der Monuments historiques in Chalifert führt die Monuments historiques in der französischen Gemeinde Chalifert auf.

## Liste der Objekte
| Bezeichnung                            | Beschreibung               | Standort                      | Kennzeichnung | Schutzstatus | Datum | Bild |
| -------------------------------------- | -------------------------- | ----------------------------- | ------------- | ------------ | ----- | ---- |
| Skulptur des heiligen Sebastian        | Gips, 19. Jahrhundert      | in der Kirche St-André (Lage) | PM77003180    | Inscrit      | 1979  |      |
| Fünf Vasen auf dem Altar               | Porzellan, 19. Jahrhundert | in der Kirche St-André (Lage) | PM77003181    | Inscrit      | 1979  |      |
| Ölgemälde Christ de la flagellation    | 19. Jahrhundert            | in der Kirche St-André (Lage) | PM77003130    | Inscrit      | 1979  |      |
| Ölgemälde Vierge emmaillotant l’Enfant | 19. Jahrhundert            | in der Kirche St-André (Lage) | PM77003131    | Inscrit      | 1979  |      |
| Ölgemälde Betender Christus            | 1852                       | in der Kirche St-André (Lage) | PM77004911    | Inscrit      | 2009  |      |
| Glocke                                 | Bronze, 1582 gegossen      | in der Kirche St-André (Lage) | PM77000250    | Classé       | 1942  |      |
| Neun Bas-Reliefs                       | Gips, 18. Jahrhundert      | in der Kirche St-André (Lage) | PM77000251    | Classé       | 1980  |      |